# انحنای میانگین
در ریاضیات، انحنای میانگین (به انگلیسی: Mean Curvature) از رویه {\displaystyle S} (که با نماد {\displaystyle H} نمایش داده می‌شود) سنجه‌ای عارضی (برونی، مقابل ذاتی) از انحناء است که ماهیت هندسه دیفرانسیلی داشته و به‌طور موضعی انحنای رویه نشانده شده در یک فضای پیرامونی چون فضای اقلیدسی را توصیف می‌نماید.
این مفهوم توسط سوفی ژرمن و در اثرش در ارتباط با نظریه کشسانی مورد استفاده قرار گرفت. همچنین جین باپتیست ماری میوسنیر این ابزار را در ۱۷۷۶ میلادی در مطالعاتش در ارتباط با رویه‌های مینیمال استفاده نمود. این مفهوم در آنالیز رویه‌های مینیمالی که انحنای میانگین صفر دارند و همچنین از طریق معادله یانگ-لاپلاس، در تحلیل سطح مشترک بین سیالاتی (همچون لایه‌های نازک صابونی) که به عنوان مثال در شار استاتیک دارای انحنای میانگین ثابت اند، نقش مهمی دارد.

## ارجاعات
1. ↑  Marie-Louise Dubreil-Jacotin on Sophie Germain بایگانی‌شده  در ۲۳ فوریه ۲۰۰۸ توسط Wayback Machine
2. ↑  Lodder, J. (2003). "Curvature in the Calculus Curriculum". The American Mathematical Monthly. 110 (7): 593–605. doi:10.2307/3647744. JSTOR 3647744.

- مشارکت‌کنندگان ویکی‌پدیا. «Mean Curvature». در دانشنامهٔ ویکی‌پدیای انگلیسی، بازبینی‌شده در ۱۲ ژوئن ۲۰۲۱.